# Texas, nous voilà
Pour plus de détails, voir Fiche technique et Distribution.
Texas, nous voilà (titre original : Texas Across the River) est un western américain réalisé par Michael Gordon et sorti en 1966.

## Synopsis
Don Andréa Baldasar, duc de Casala, un noble espagnol, s'apprête à épouser la belle Phoebe Ann Naylor dans la somptueuse demeure des Naylor, en Louisiane. Peu avant la cérémonie, Yancy Cottle et deux officiers de cavalerie interrompent les préparatifs pour rappeler à Phoebe qu'elle avait été fiancée à Yancy. Don Baldasar vient au secours de sa belle et croise le fer avec Yancy. Celui-ci tombe par la fenêtre et se tue. Persuadée qu'elle ne pourra jamais convaincre les compagnons de Yancy qu'il s'agit d'un accident, Phoebe aide Andréa à s'enfuir en lui promettant de le rejoindre au Texas. Là il se retrouve entre les amérindiens et ceux qui fêtent le nouvel État.

## Fiche technique
- Titre : Texas, nous voilà
- Titre original : Texas Across the River
- Réalisation : Michael Gordon
- Scénario : Wells Root, Harold Greene, Ben Starr
- Photographie : Russell Metty
- Montage : Gene Milford
- Musique : Frank De Vol
- Costumes : Helen Colvig, Rosemary Odell
- Producteur : Harry Keller
- Société de production : Universal Pictures
- Durée : 101 minutes
- Date de sortie : États-Unis : 26 octobre 1966
- Affiche : Gilbert Allard (France)

## Distribution
- Dean Martin (VF : Claude Bertrand) : Sam Hollis
- Alain Delon (VF : lui-même) : Don Andrea Baldazar aka Baldy
- Rosemary Forsyth (VF : Jeanine Freson) : Phoebe Ann Naylor
- Joey Bishop (VF : Jean-François Laley) : Kronk (Sam's Indian sidekick)
- Tina Aumont (VF : elle-même) : Lonetta (femme amérindienne)
- Peter Graves (VF : Jean-Pierre Duclos) : Capitaine Rodney Stimpson
- Michael Ansara (VF : Jean-Paul Coquelin) : Iron Jacket (chef Comanche)
- Linden Chiles (VF : Serge Lhorca) : Yellow Knife (fils d'Iron Jacket)
- Andrew Prine (VF : Jacques Bernard) : Lieutenant Sibley
- Stuart Anderson (VF : Jacques Thébault) : Yancy
- Don Beddoe (VF : Pierre Leproux) : M. Naylor
- Gabrielle Tozza
- George Wallace